# St-Martin (Bommes)

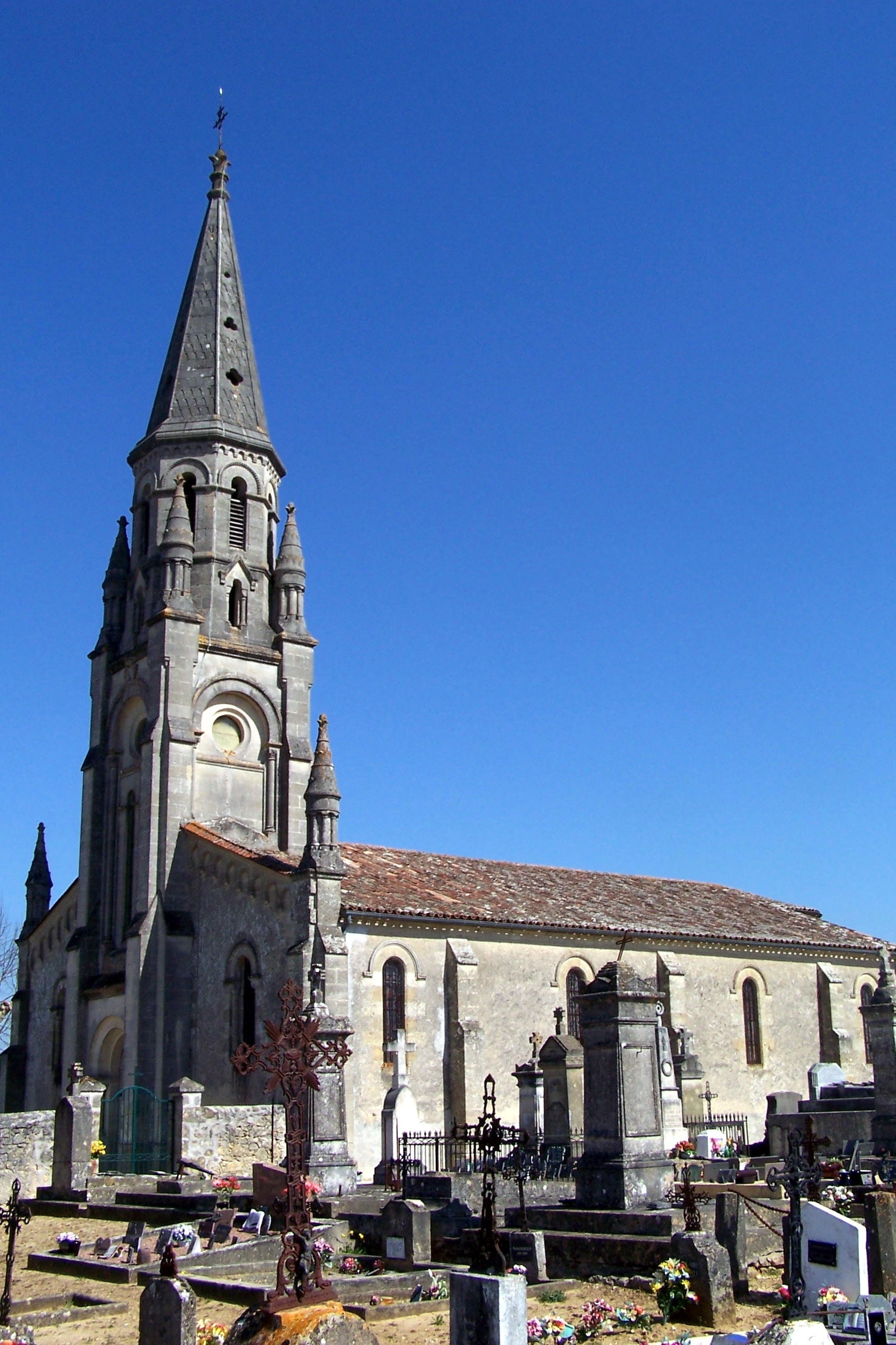
Kirche St-Martin in Bommes

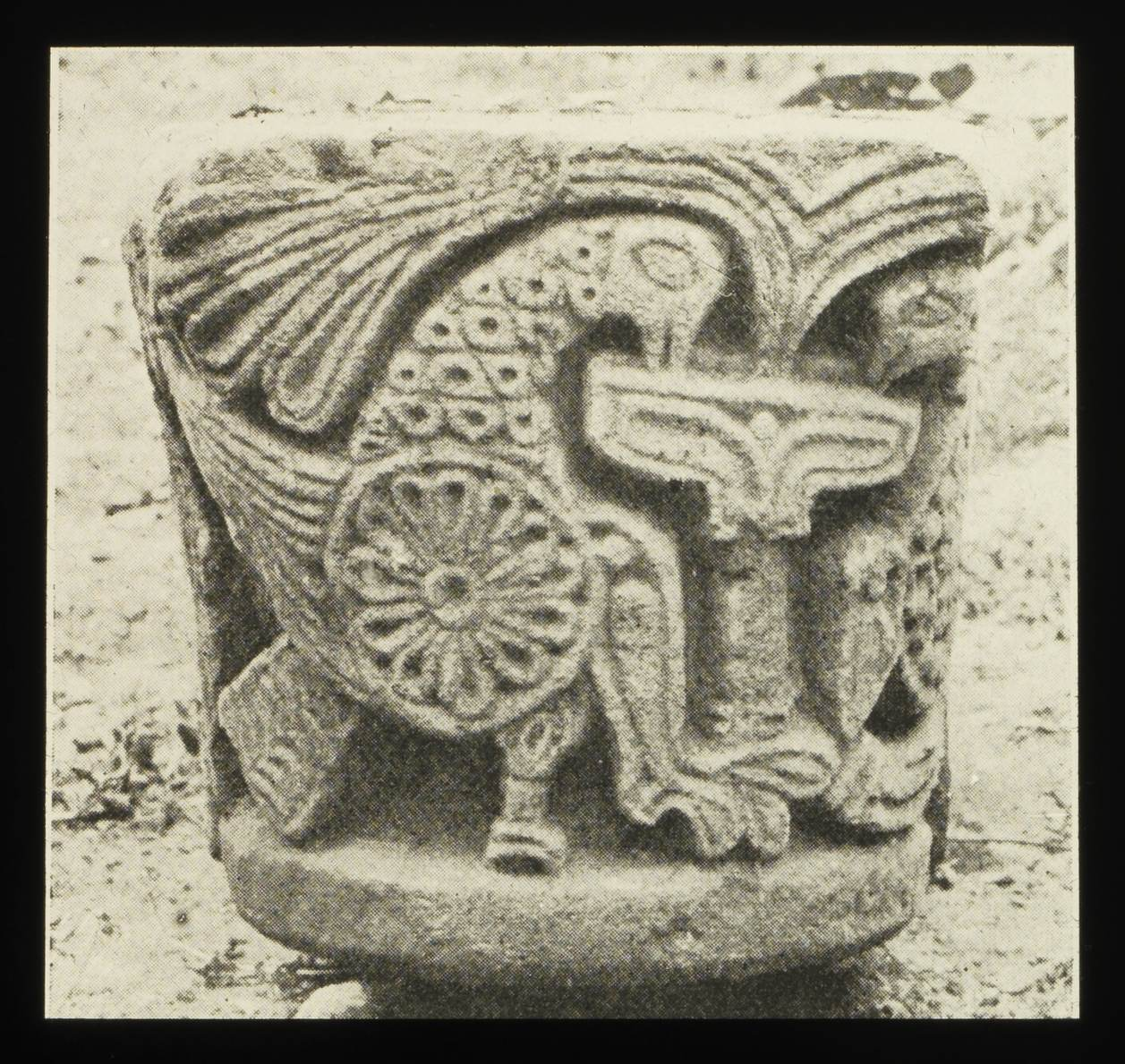
Romanisches Kapitell

Die katholische Kirche St-Martin in Bommes, einer französischen Gemeinde im Département Gironde in der Region Nouvelle-Aquitaine, wurde 1840 errichtet.
Die Kirche inmitten des Friedhofs steht an der Stelle eines Vorgängerbaus aus dem 12. Jahrhundert. Der Glockenturm wurde erst unter Napoleon III. hinzugefügt. Der Vicomte de Pontac finanzierte den Turm und die Bleiglasfenster. Als Gegenleistung wurde sein Wappen und das seiner Frau am Gebäude angebracht.
Vier romanische Kapitelle des abgerissenen Vorgängerbaus wurden an der Mauer des Pfarrhauses aufgestellt.